# Списак најдужих тунела на свету

## Најдужи тунели на свету (данас у употреби)
| Име                                                                 | Место                                     | дужина у метрима | Тип        | Година изградње | Напомена                                                        |
| ------------------------------------------------------------------- | ----------------------------------------- | ---------------- | ---------- | --------------- | --------------------------------------------------------------- |
| Тунел Сеикан                                                        | Цугару мореуз, Јапан                      | 53.850           | железнички | 1988            | најдужи данашњи тунел, најдужи тунел железнице уског колосека   |
| Евротунел или Тунел испод Ла Манша                                  | Ла Манш, Велика Британија - Француска     | 50.450           | железнички | 1994            | најдужи подводни тунел, најдужи међународни тунел               |
| Лечбершки тунел                                                     | Бернски Алпи, Швајцарска                  | 34.577           | железнички | 2007            | најдужи копнени тунел, 22 је у виду једног колосека             |
| Гвадарама тунел                                                     | Сијера да Гвадарама, Шпанија              | 28.377           | железнички | 2007            |                                                                 |
| Ивате-Ичинохе тунел                                                 | Планине Оу, Јапан                         | 25.810           | железнички | 2002            |                                                                 |
| Лердал тунел                                                        | Лердал - Ауриланд, Норвешка               | 24.510           | друмски    | 2000            | најдужи друмски тунел                                           |
| Даишимицу тунел                                                     | Микуни планине, Јапан                     | 22.221           | железнички | 1982            |                                                                 |
| Вушаолинг тунел                                                     | Вувеј, Кина                               | 21.050           | железнички | 2006            |                                                                 |
| Симплонски тунел                                                    | Лепонтински Алпи, Швајцарска - Италија    | 19.803           | железнички | 1906            | други колосек и тунел отворен 1922. (дужина 19.824 )            |
| Варејна тунел                                                       | Силврета, Швајцарска                      | 19.058           | железнички | 1999            | један колосек ширине 1 са пролазним укрштањима                  |
| Канмом тунел                                                        | Канмонска врата, Јапан                    | 18.713           | Швајцарска | 1975            |                                                                 |
| Апенински тунел                                                     | Апенини, Италија                          | 18.507           | Швајцарска | 1934            |                                                                 |
| Кинлинг тунел I-II                                                  | Планине Кинлинг, Кина                     | 18.457           | железнички | 2002            |                                                                 |
| Жонгнаншан тунел                                                    | Кина                                      | 18.040           | друмски    | 2007            |                                                                 |
| Готхардски друмски тунел                                            | Лепонтински Алпи, Швајцарска              | 16.918           | друмски    | 1980            |                                                                 |
| Роко тунел                                                          | Роко планине, Јапан                       | 16.250           | железнички | 1972            |                                                                 |
| Хендерсон тунел                                                     | Јут планине, САД                          | 15.800           | Railway    | 1976            | железница уског колосека, замењена конвејерском траком 1999. г. |
| Фурка тунел                                                         | Урненски Алпи, Швајцарска                 | 15.442           | железнички | 1982            | један колосек ширине 1 са пролазним укрштањима                  |
| Харуна тунел                                                        | Гунма префектура, Јапан                   | 15.350           | железнички | 1982            |                                                                 |
| Северомујски тунел                                                  | Северомујске планине, Русија              | 15.343           | железнички | 2003            |                                                                 |
| Горигамине тунел                                                    | Такасаки - Нагано, Јапан                  | 15.175           | железнички | 1997            |                                                                 |
| Монте Санмарко тунел                                                | Калабрија, Италија                        | 15.040           | железнички | 1987            |                                                                 |
| Гтохардски железнички тунел                                         | Лепонтински Алпи, Швајцарска              | 15.003           | железнички | 1882            |                                                                 |
| Накајама тунел                                                      | Накајам превој, Хоншу, Јапан              | 14.857           | железнички | 1982            |                                                                 |
| Монт Макдоналд тунел                                                | Роџерс превој, Канада                     | 14.723           | железнички | 1989            |                                                                 |
| Лечбершки тунел                                                     | Бернски Алпи, Швајцарска                  | 14.612           | железнички | 1913            |                                                                 |
| Ромерикспортен тунел                                                | Осло - Лилестром, Норвешка                | 14.580           | железнички | 1999            |                                                                 |
| Дајаошан тунел                                                      | Нанлинг планине, Кина                     | 14.294           | железнички | 1987            |                                                                 |
| Арлберг друмски тунел                                               | Алпи, Аустрија                            | 13.972           | друмски    | 1978            |                                                                 |
| Хокурику тунел                                                      | јапанско море, Јапан                      | 13.870           | железнички | 1962            |                                                                 |
| Фрејус железнички тунел                                             | Алпи, Француска и Италија                 | 13.636           | железнички | 1871            |                                                                 |
| Шин Шимицу тунел                                                    | Микуни планине , Јапан                    | 13.500           | железнички | 1967            |                                                                 |
| Хекс Ривер тунел                                                    | Хекс Ривер превој, Јужноафричка Република | 13.400           | железнички | 1989            |                                                                 |
| Сцилијар тунел                                                      | Сцилијар, Италија                         | 13.159           | железнички | 1993            |                                                                 |
| Ђенова-Вентимиља железнички тунел                                   | Ђенова - Вентимиља , Италија              | 13.135           | железнички | 2001            | укључује и подземну железничку станицу града Санремо            |
| Аки тунел                                                           | Санио Шинкансен, Јапан                    | 13.030           | железнички | 1975            |                                                                 |
| Хјуехшан тунел                                                      | Тајпеј - Јилан, Тајван                    | 12.942           | друмски    | 2006            |                                                                 |
| постоји још много других веома дугих тунела, али су они краћи од 13 |                                           |                  |            |                 |                                                                 |

Напомена - У овај списак нису укључени тунели подземне метро железнице. Када би се они укључили, најдужи тунел би била метро линија Серпуховско-Тимирјажевскаја Московског метроа, дуга 41,5 km.

## Спољни извори
- Страна о најдужим тунелима на свету (енглески језик) Архивирано на веб-сајту  (28. фебруар 2009)
- Најдужи тунели на свету у раздобљу 2500. године п. н. е. - 1911. године (енглески језик) Архивирано на веб-сајту  (9. фебруар 2009)